# 6920 Esaki
6920 Esaki è un asteroide della fascia principale. Scoperto nel 1993, presenta un'orbita caratterizzata da un semiasse maggiore pari a 2,3874374 UA e da un'eccentricità di 0,0777651, inclinata di 6,72337° rispetto all'eclittica.